# La Valentina
La Valentina és un corrido mexicà, típic i un dels més famosos del període de la revolució mexicana, el seu autor és desconegut i també la seva data exacta de composició, encara que s'estima com a probable que el seu autor hagi pertangut al contingent revolucionari dels seguidors de Gabriel Leyva i que hagi estat composta al voltant de 1914 o 1915, sent el seu títol i lletra, un homenatge a la revolucionària Valentina Ramírez.

## Lletra e interpretacions
La lletra és una declaratòria d'amor per "Valentina" així com una refutació de les causes per les quals el romanç o idil·li no pogués realitzar-se. Un parell de les estrofes són reflex de l'anterior, a més de ser molt característiques de les diferents versions de la cançó:
| « | si perquè prenc tequila, demà prenc xerès, si perquè em veus borratxo demà ja no em veus. | » |

…
| « | Valentina, Valentina rendit estic als teus peus, si m'han de matar demà que em matin d'una vegada. | » |

Una de les intepretaciones més famoses és la que va realitzar Jorge Negrete. També es poden esmentar les interpretacions de Cuco Sánchez, Guadalupe Pineda, Flor Silvestre i Los Cadetes de Linares.

## Motius culturals
Com s'ha esmentat, aquest corregut probablement s'inspira en la revolucionària Valentina Ramírez, no obstant això també constitueix un emblema de la participació de les dones en la revolució mexicana. Al seu torn ha inspirat la realització d'altres obres o elements de la cultura mexicana com ho són:
La pel·lícula «La Valentina», de 1938, del director Martín de Lucenay, protagonitzada per Jorge Negrete, Esperanza Baur i Raúl de Anda.
La pel·lícula «La Valentina», de 1966, del director Rogelio A. González, protagonitzada per María Félix, Lalo González «Piporro» i José Elias Moreno.